# Gyeonghuigung
 Gyeonghuigung är ett palats i Seoul i Sydkorea. Det var aldrig huvudresidens, men användes ofta mellan 1600-talet och 1860-talet. 
Det är ett av de "Fem ståtliga palatsen", bestående av Changdeokgung, Changgyeonggung, Deoksugung, Gyeongbokgung och Gyeonghuigung, som fungerade som kungliga residens under Joseondynastin.
Det uppfördes i början av 1600-talet på order av Gwanghaegun av Joseon som sekundärt residens. Det användes ofta av hovet fram till 1860-talet, då  Gyeongbokgung hade återuppförts. 
Under den japanska ockupationen 1910-1945 revs hela palatskomplexet ned helt och hållet. En del av byggnaderna har återuppförts från 1990. 

## Galleri

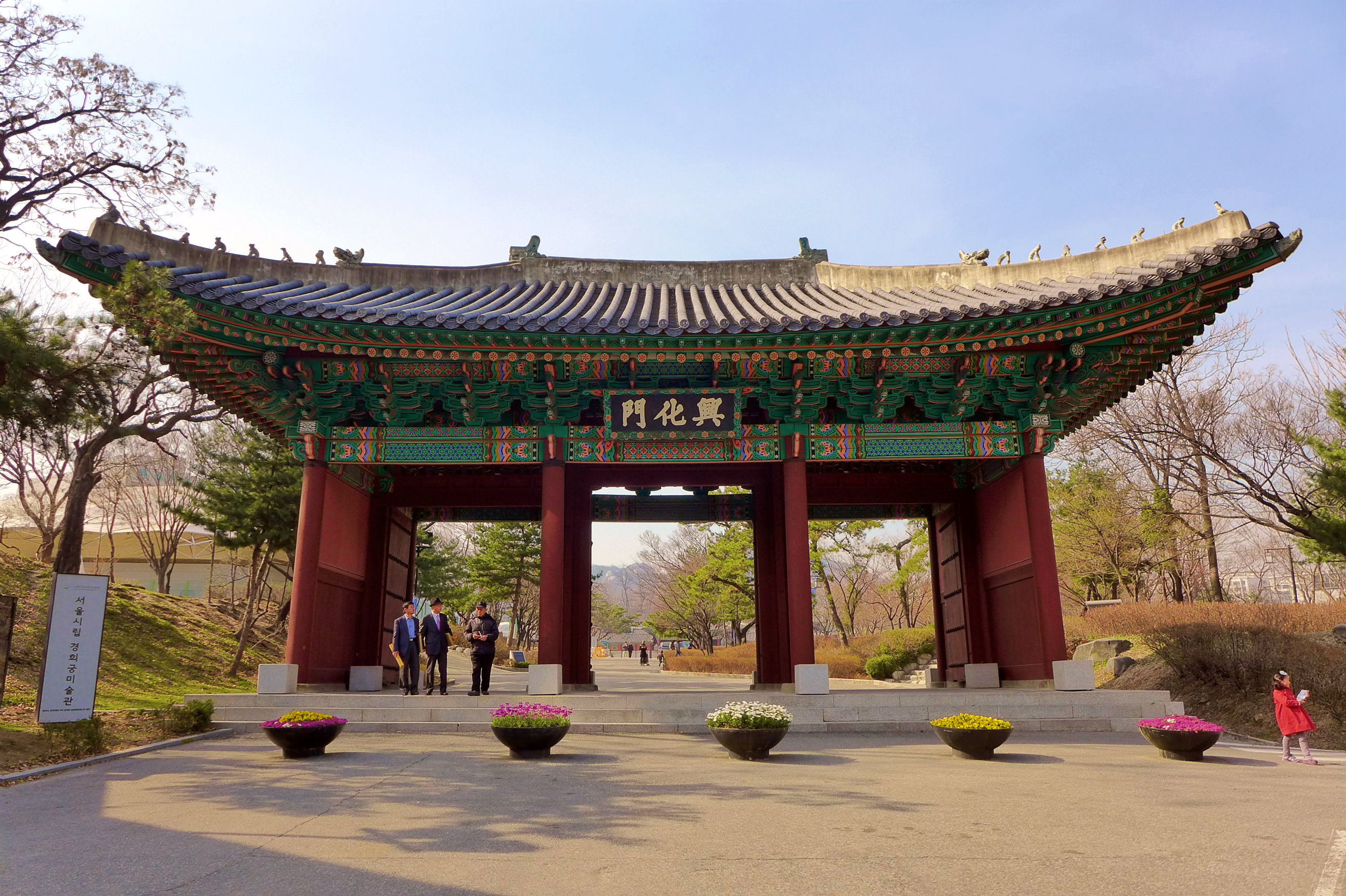
Heunghwamun
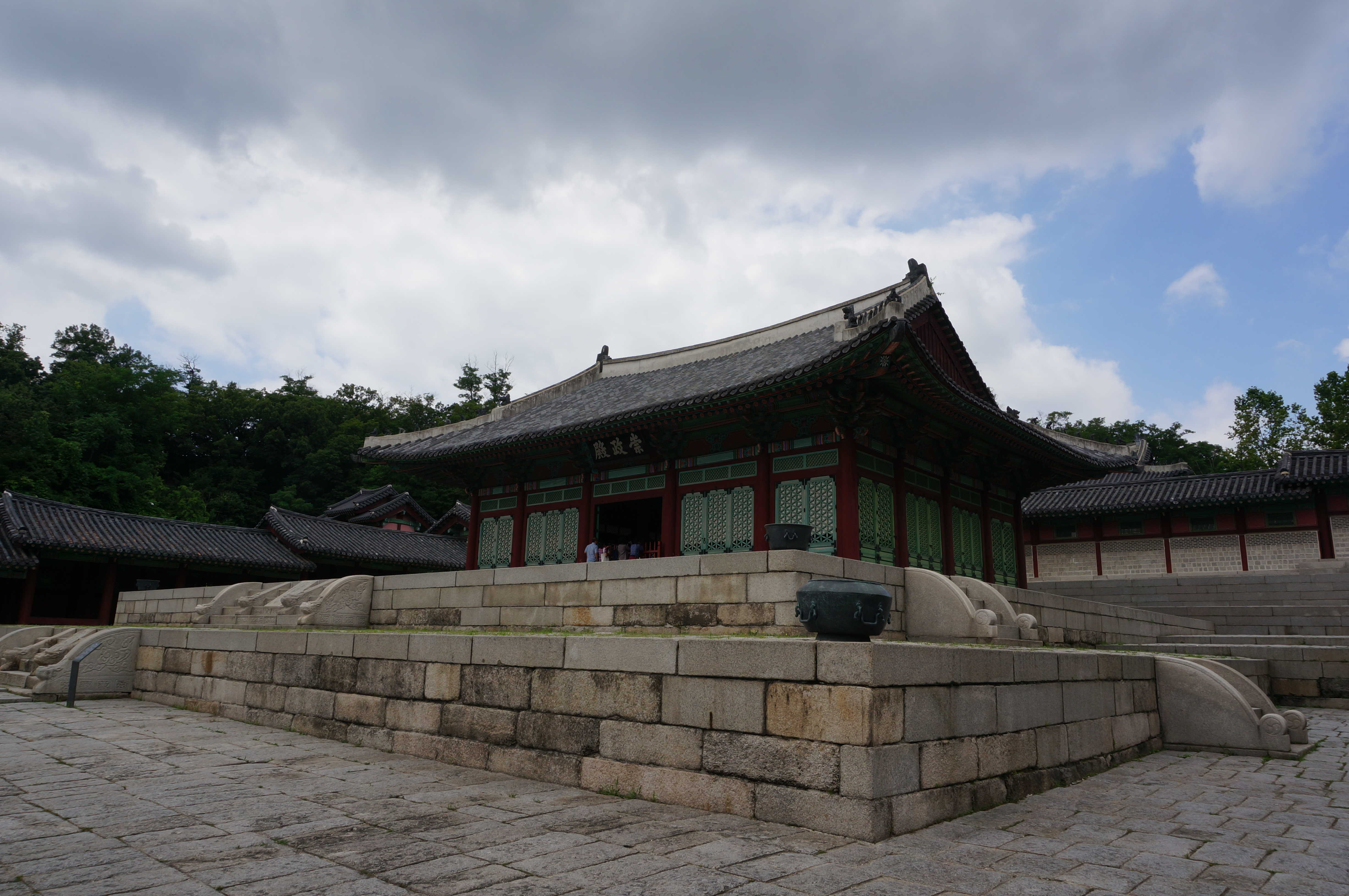
경희궁 숭정전 2
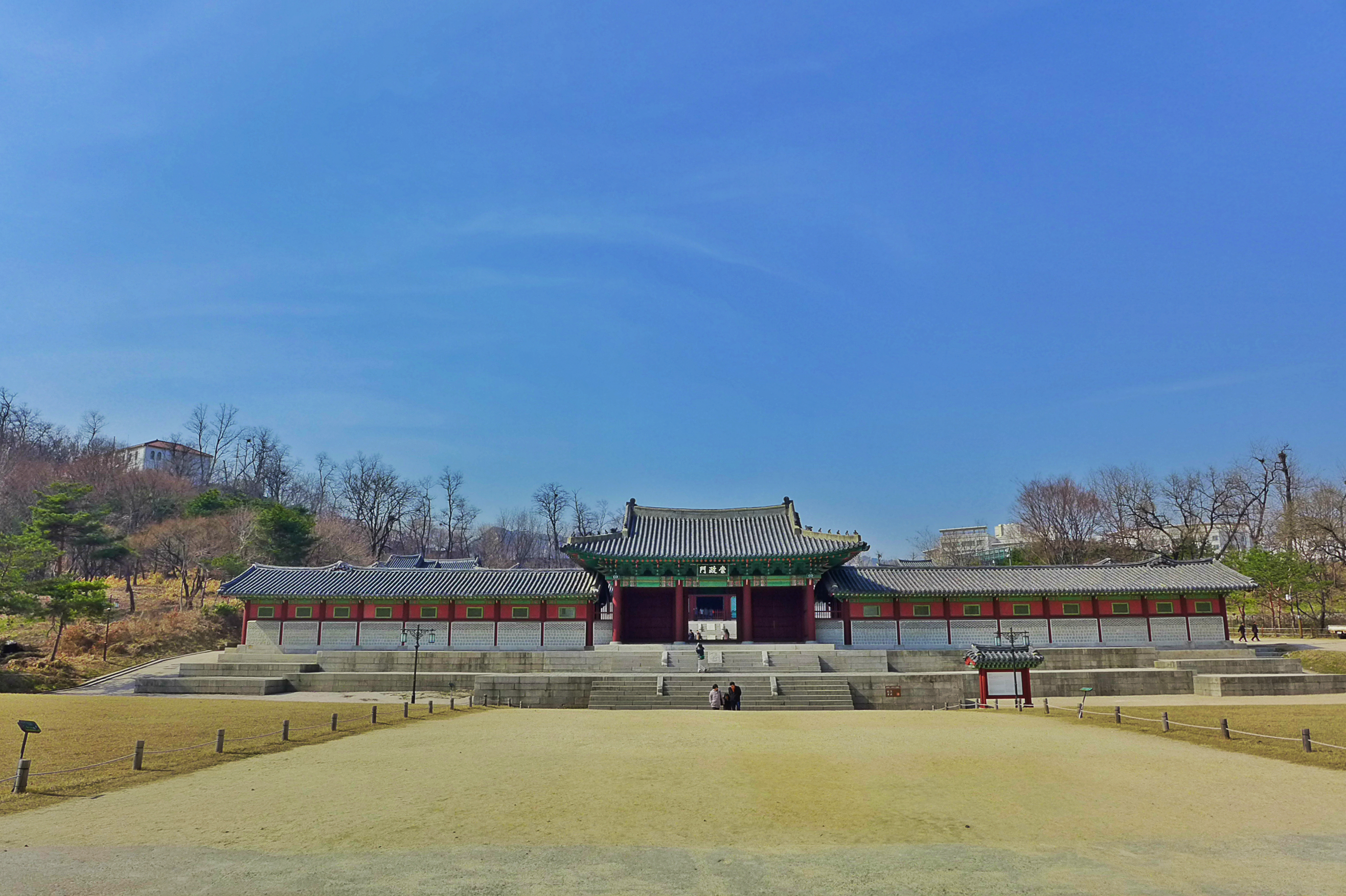
Sungjeongmun